# Høge bru

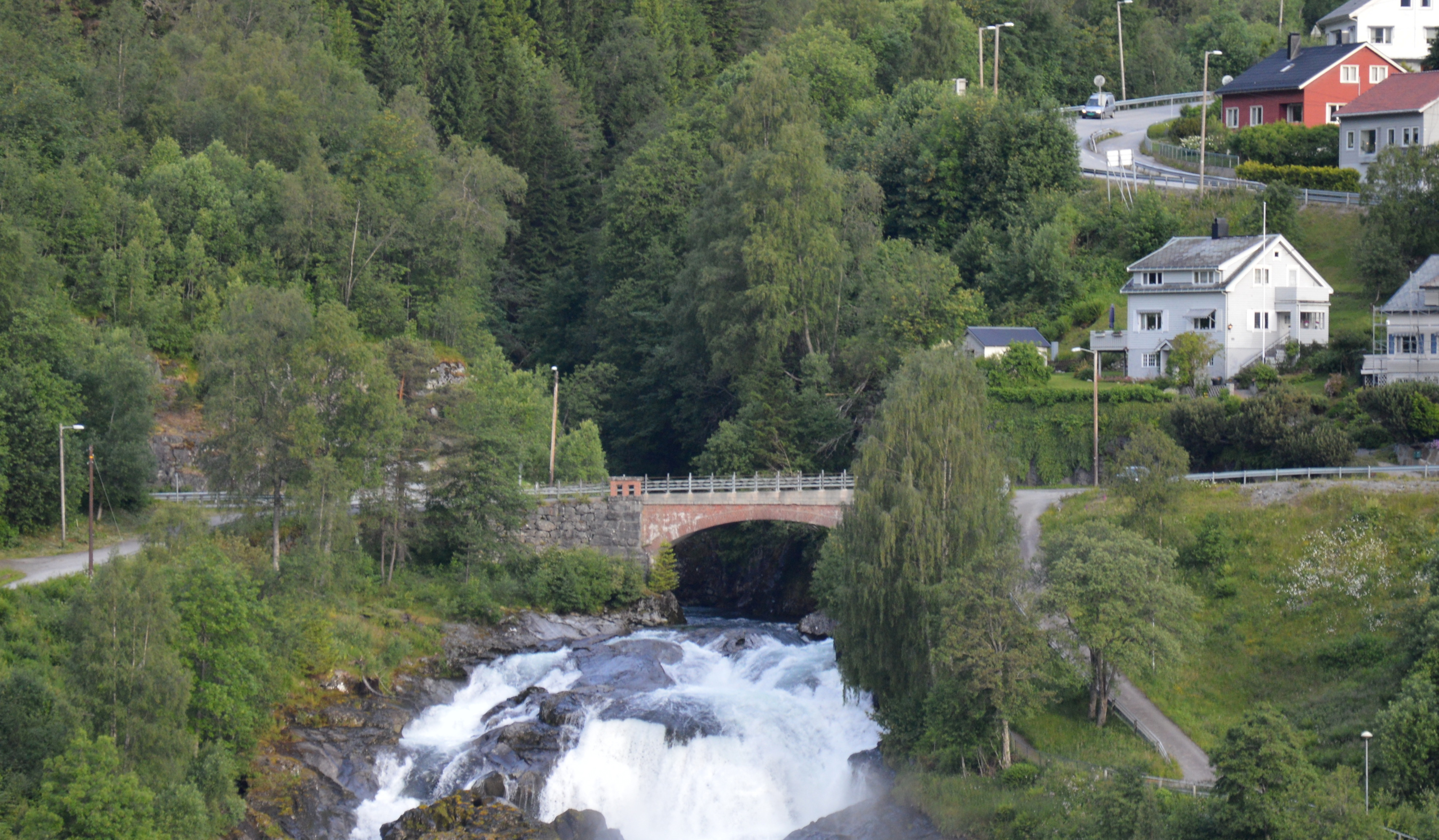
Høge bru

Die Høge bru (norwegisch für „Hohe Brücke“) ist eine Brücke in Hellesylt in der norwegischen Gemeinde Stranda in der Provinz Møre og Romsdal. 
Die Brücke führt als Teil eines Nebenzweigs des Fylkesvei 60 über den Fluss Dalaelva hinunter zum Ortszentrum von Hellesylt. Unterhalb der Brücke stürzt der Wasserfall Hellesyltfossen herab. 
Die Brücke wurde im Jahr 1907 aus Ziegelsteinen errichtet. Sie diente als Ersatz für einen 1906 bei einem Hochwasser zerstörten, aus dem 19. Jahrhundert stammenden hölzernen Vorgängerbau. Im Zuge des Baus des Straßentunnels Hellesyltporten wurde die Brücke 1995/1996 umgebaut. Es erfolgte unter Einsatz von Spannbeton eine Verbreiterung der Fahrbahn von 3,2 auf 6,0 Meter, wobei die Brückenbreite insgesamt 6,90 Meter erhöht und ein Bürgersteig ermöglicht wurde. Die Länge der Brücke beträgt 16 Meter bei einer Spannbreite von 15 Metern.